# 暧姓
曖姓是中國历史上的罕见姓氏。根据《路史》记载，春秋时楚国（熊姓）的同族中，有的改姓暧。又一說曖氏是由古代的湯姓分化出來的。